# Назімов Микола Гнатович
Микола Гнатович Назімов (рос. Николай Игнатьевич Назимов; 1904, Алексєєвське — 25 жовтня 1943) — радянський офіцер, Герой Радянського Союзу (1944, посмертно), в роки радянсько-німецької війни заступник командира батальйону з політичної частини 687-го стрілецького полку 141-ї стрілецької дивізії 60-ї армії Центрального фронту, старший лейтенант.

## Біографія
Народився в 1904 році в селі Алексєєвському (нині Андреапольского району Тверської області) в селянській родині. Росіянин.  У 1932 році закінчив Холмський педагогічний технікум (Новгородська область). Працював вчителем початкових класів у селі Торопаца Андреапольского району, інструктором відділу народної освіти Сережинського району.
У Червоній Армії з 1941 року. У діючій армії з липня 1941 року. Член ВКП(б) з 1942 року. В боях 29—30 вересня 1943 року за хутір Дмитрівку Вишгородського району Київської області на чолі загону подолав річку Дніпро і вступив у бій за розширення плацдарму.
Вклинилися в оборону противника, загін, керований відважним політпрацівником, був оточений. Старший лейтенант Назімов організував кругову оборону і, незважаючи на важке поранення, вів бій до підходу підкріплення.
Указом Президії Верховної Ради СРСР від 3 червня 1944 року за зразкове виконання бойових завдань командування на фронті боротьби з німецько-фашистським загарбниками і проявлені при цьому мужність і героїзм старшому лейтенантові Назімову Миколі Гнатовичу присвоєно звання Героя Радянського Союзу.

Братська могила у селі Петрівське

Помер від ран 25 жовтня 1943 року, і був похований на місці боїв. У 1982 році прах Героя перепохований у братську могилу в селі Петрівському Вишгородського району Київської області України.

## Нагороди, пам'ять
Нагороджений орденом Леніна, орденом Вітчизняної війни 2-го ступеня.
Ім'ям Героя названа вулиця в місті Бологоє Тверської області. На будівлі школи в селі Торопаца Андреапольского району, в якій М. Г. Назімов працював учителем у 1934 році, встановлено меморіальну дошку.